# Brothers in Arms: Hell’s Highway
A Brothers in Arms: Hell’s Highway a Brothers in Arms sorozat harmadik része, ami a 101. légi szállítású hadosztály (502. ejtőernyős gyalogezred) bevetéseit eleveníti fel. A játékos Matt Baker törzsőrmestert irányíthatja a Market Garden hadművelet keretein belül a második világháború kései szakaszában. (1944 szeptembere)
A játékot a Gearbox Software fejlesztette és a Ubisoft adta ki 2008 szeptemberében Xbox 360 és PlayStation 3 platformokra, 2 héttel később pedig a Windows változat is megérkezett, ekkor vált a Steam rendszerén belül is elérhetővé.